# Vila do Bispo
Vila do Bispo ist eine Kleinstadt (Vila) an der Algarve im Südwesten Portugals. Sie ist Sitz eines gleichnamigen Kreises (Concelho) mit 5717 Einwohnern (Stand 19. April 2021). Vila do Bispo (dt.: Kleinstadt des Bischofs) liegt im Parque Natural do Sudoeste Alentejano e Costa Vicentina, einem Naturschutzgebiet, das sich an der gesamten südwestportugiesischen Küste entlangzieht. Neben den Sandstränden ist vor allem die Kreisgemeinde Sagres bekannt geworden.

## Geschichte
An der nahegelegenen Fundstätte Vale Boi, die 1998 entdeckt wurde, fanden sich Spuren, die möglicherweise bis zu den Neandertalern, in jedem Falle bis ins Jungpaläolithikum zurückreichen. Bei den ab 2000 durchgeführten Grabungen erwies sich, dass die bisher ältesten Funde aller Wahrscheinlichkeit nach dem Moustérien zuzuordnen sind, datiert sind jüngere Funde aus dem Solutréen und dem Gravettien. Der älteste Gravettienfund wurde auf 24.300 ± 205 BP datiert.
Erste Spuren bäuerlicher Besiedlung führen im Kreisgebiet bis in die Jungsteinzeit zurück. Unweit des Ortes befindet sich eine Reihe von Menhirgruppen, wie etwa am Monte dos Amantes (Berg der Liebenden) oder die Menhire von Padrão an der Landstraße zwischen Raposeira und dem Praia da Ingrina.

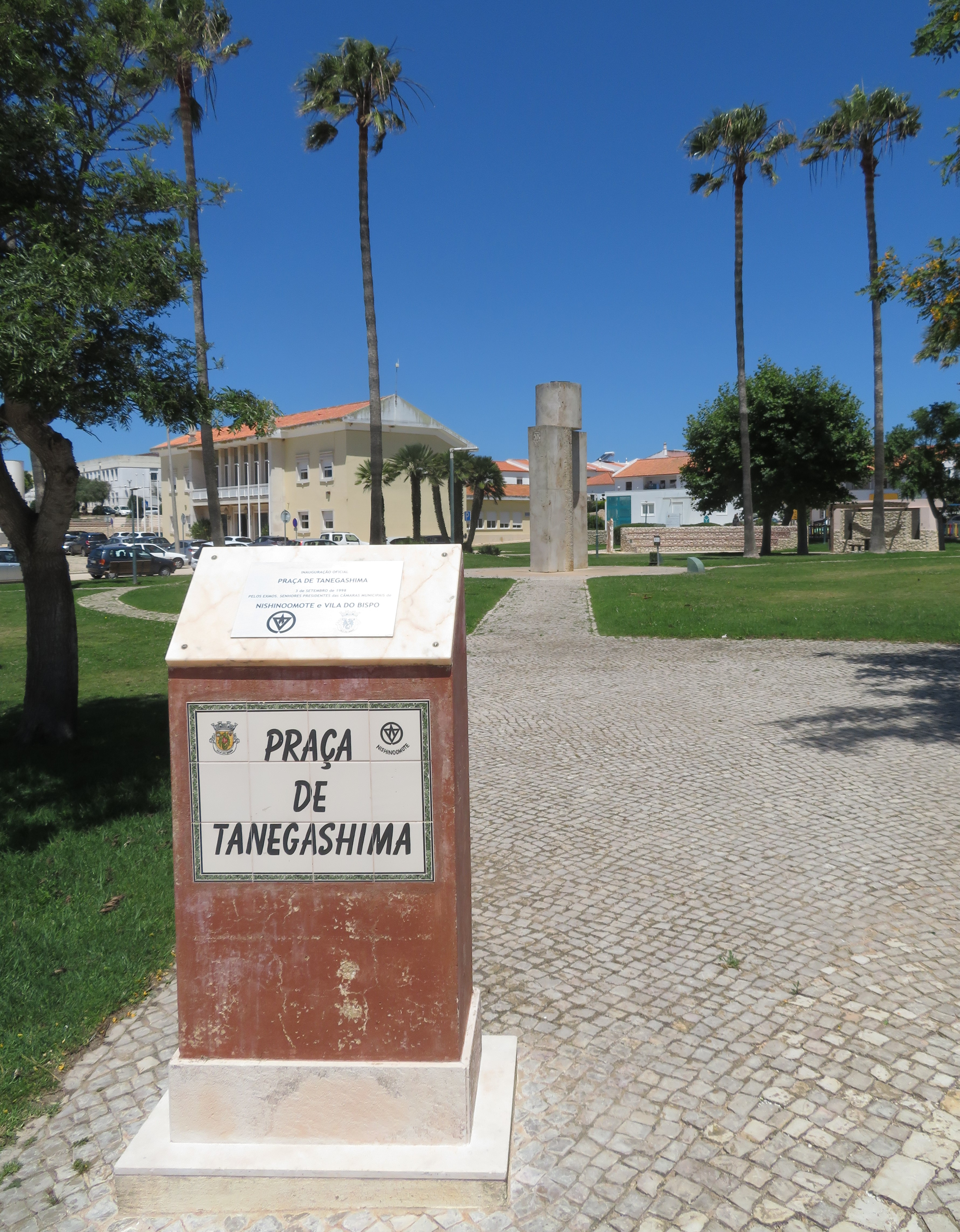
Zentraler Platz Praça de Tanegashima

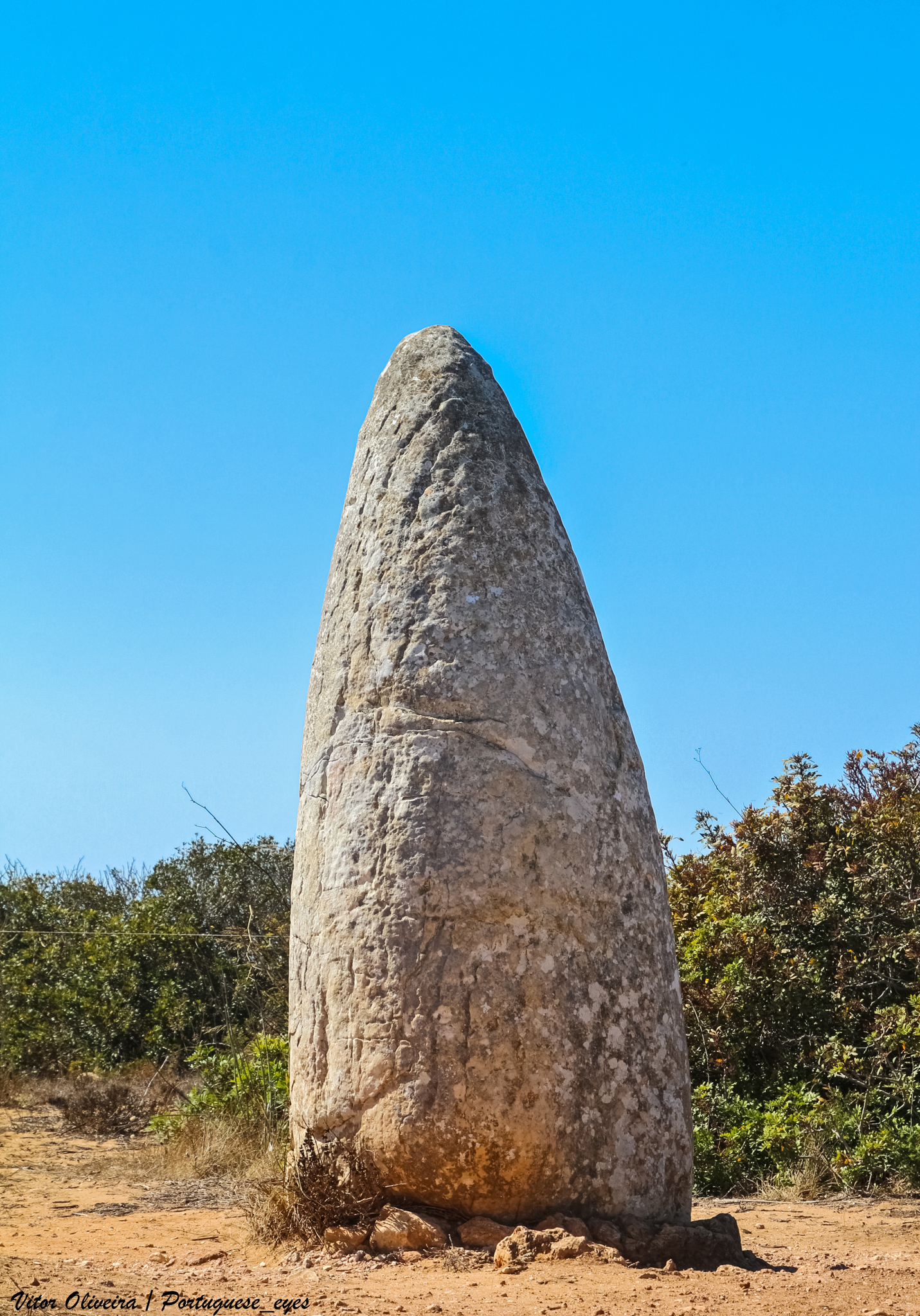
Der Menhir 1 von Padrão

Römer lebten später hier. Mit der Eroberung durch Berber und Araber ab 711 führten nachkommende Mauren mediterrane Techniken in Landwirtschaft und Fischerei ein.
Die ersten portugiesischen Dokumente über das damalige Dorf Santa Maria do Cabo stammen aus dem 14. Jahrhundert, darunter ein Erlass von König Alfons IV. aus dem Jahr 1353. Der Ort wurde Anfang des 16. Jahrhunderts von König Manuel I. an den Bischof von Faro gegeben, und erhielt in dem Zusammenhang den Namen Aldeia do Bispo (port. für: Dorf des Bischofs). Im Jahr 1662 machte König Pedro II. den Ort zum Sitz eines eigenen Kreises und erhob ihn zur Kleinstadt (Vila). Seither trägt der Ort seinen heutigen Namen.
Einer der wichtigsten Plätze der Stadt, die Praça de Tanegashima, ist benannt nach der japanischen Insel Tanegashima, wo 1543 portugiesische Seefahrer als erste Europäer an Land gingen. Es ist überliefert, dass viele Entdeckungsreisen der Portugiesen von den Häfen in Sagres und Lagos – beide Orte liegen in der Nähe von Vila do Bispo – ihren Ausgang nahmen, und dass Heinrich der Seefahrer die Kirche Nossa Senhora de Guadalupe in der Nähe der Stadt nicht selten zum Gebet aufsuchte. Es ist daher nicht auszuschließen, dass manche der Seeleute, die an den Entdeckungsreisen der Portugiesen im 15., 16. und 17. Jahrhundert teilnahmen, aus Vila do Bispo stammten, so dass ein Bezug der Stadt zur Insel Tanegashima durchaus gegeben ist. Seit 1992 besteht die Städtepartnerschaft zwischen Vila do Bispo und Nishinoomote auf Tanegashima.

## Verwaltung

### Kreis

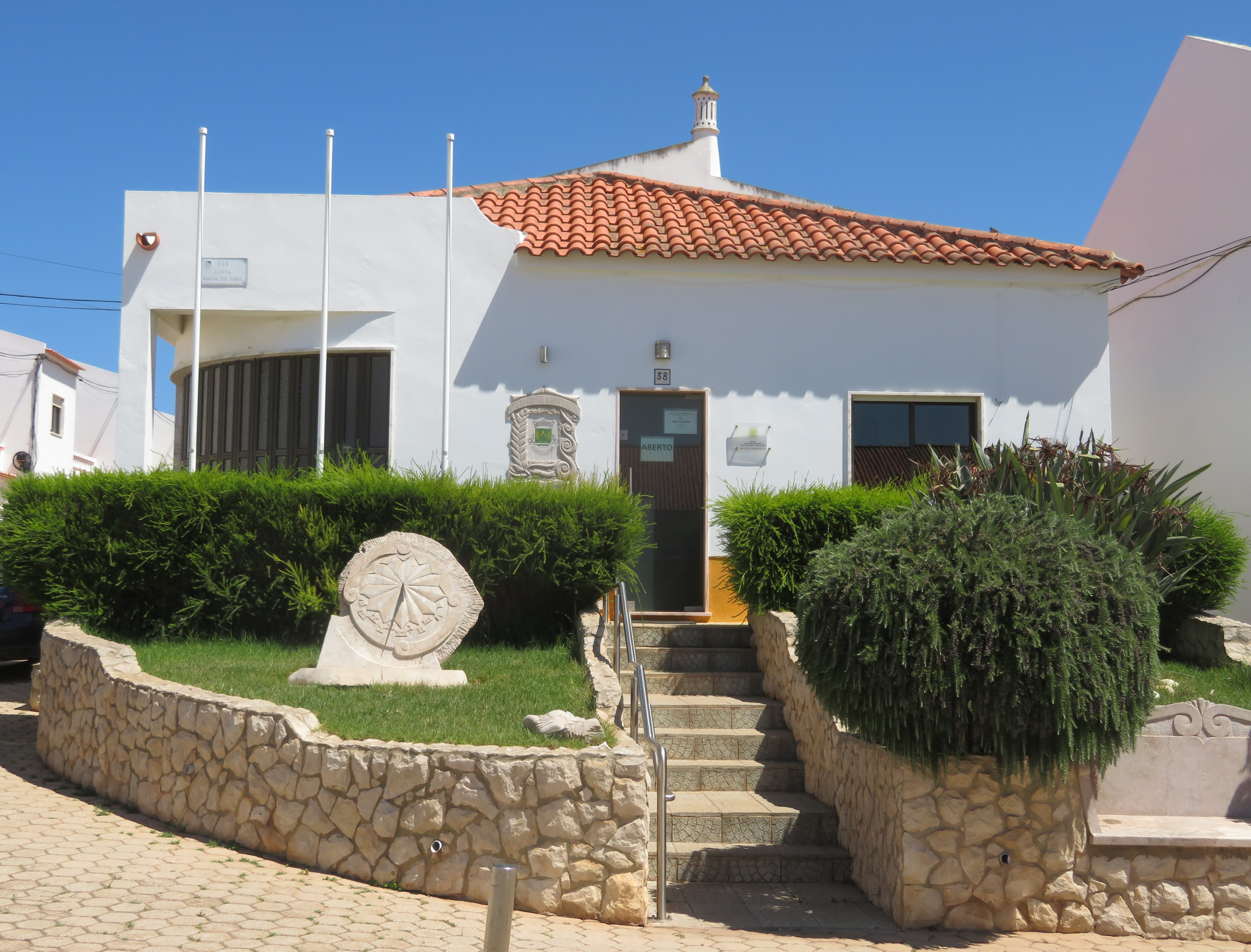
Kreisverwaltung, älterer Teil

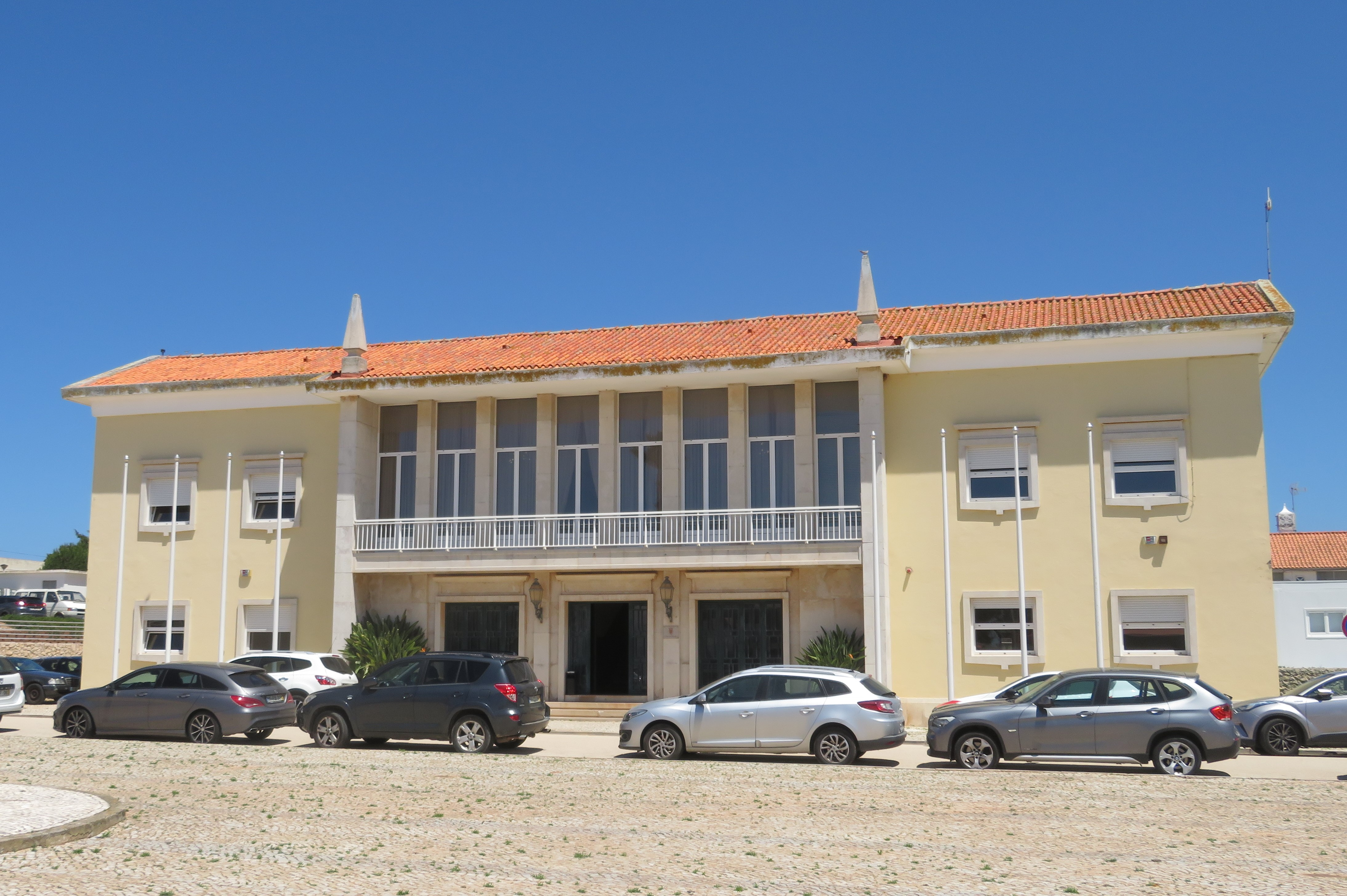
Kreisverwaltung (1959)

Vila do Bispo ist Verwaltungssitz eines gleichnamigen Kreises (Concelho). Die Nachbarkreise sind
Aljezur und Lagos.
Mit der Gebietsreform im September 2013 wurden die Gemeinden (Freguesias) Vila do Bispo und Raposeira zur neuen Gemeinde Vila do Bispo e Raposeira zusammengefasst. Der Kreis besteht seither aus den folgenden vier Gemeinden:

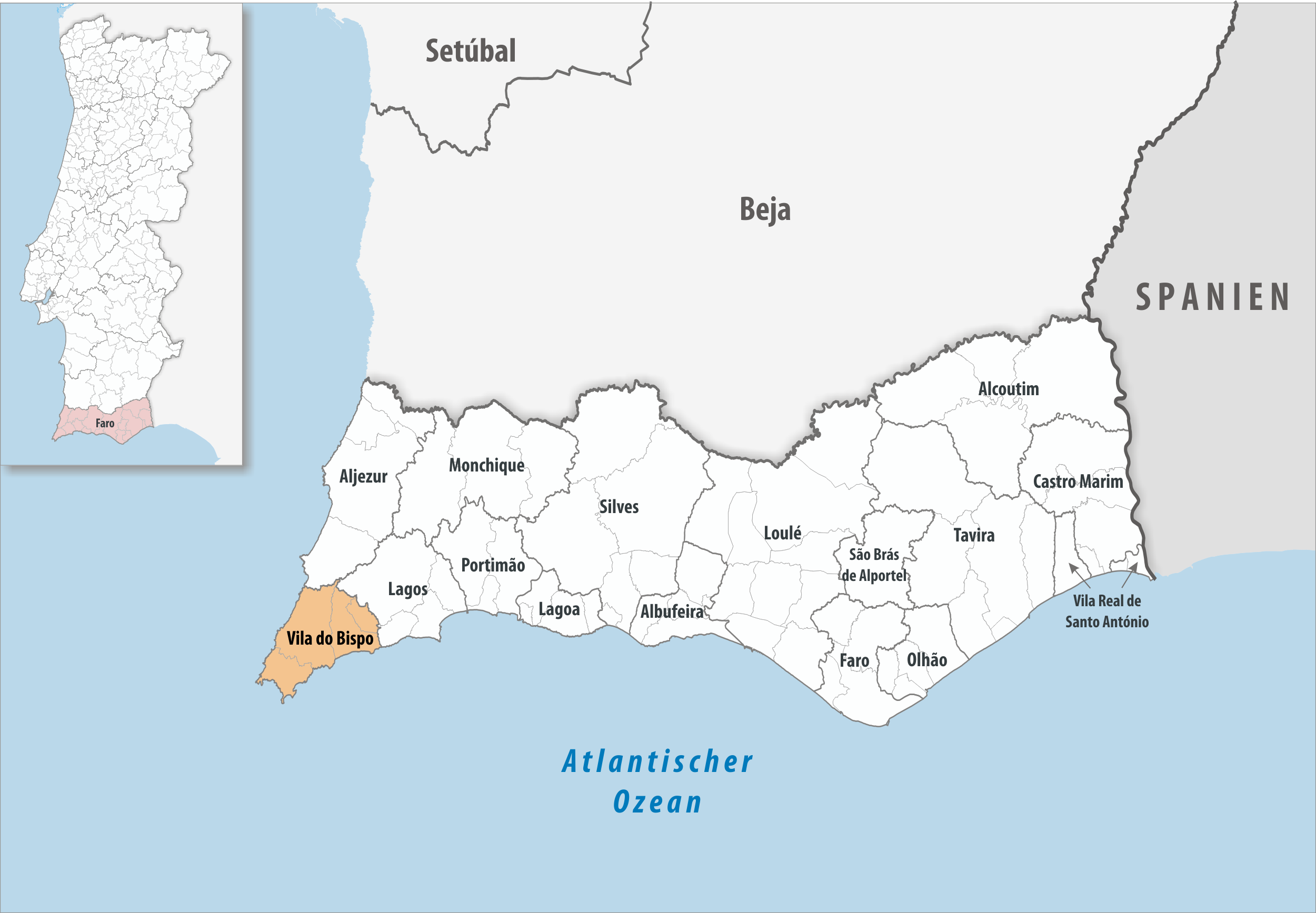
Kreis Vila do Bispo

| Gemeinde                  | Einwohner (2021) | Fläche km² | Dichte Einw./km² | LAU- Code |
| ------------------------- | ---------------- | ---------- | ---------------- | --------- |
| Barão de São Miguel       | 586              | 14,87      | 39               | 081501    |
| Budens                    | 1.857            | 45,60      | 41               | 081502    |
| Sagres                    | 1.894            | 34,37      | 55               | 081504    |
| Vila do Bispo e Raposeira | 1.380            | 84,22      | 16               | 081506    |
| Kreis Vila do Bispo       | 5.717            | 179,06     | 32               | 0815      |

### Bevölkerungsentwicklung
| Einwohnerzahl im Kreis Vila do Bispo (1801–2011) | Einwohnerzahl im Kreis Vila do Bispo (1801–2011) | Einwohnerzahl im Kreis Vila do Bispo (1801–2011) | Einwohnerzahl im Kreis Vila do Bispo (1801–2011) | Einwohnerzahl im Kreis Vila do Bispo (1801–2011) | Einwohnerzahl im Kreis Vila do Bispo (1801–2011) | Einwohnerzahl im Kreis Vila do Bispo (1801–2011) | Einwohnerzahl im Kreis Vila do Bispo (1801–2011) | Einwohnerzahl im Kreis Vila do Bispo (1801–2011) | Einwohnerzahl im Kreis Vila do Bispo (1801–2011) |
| ------------------------------------------------ | ------------------------------------------------ | ------------------------------------------------ | ------------------------------------------------ | ------------------------------------------------ | ------------------------------------------------ | ------------------------------------------------ | ------------------------------------------------ | ------------------------------------------------ | ------------------------------------------------ |
| 1801                                             | 1849                                             | 1900                                             | 1930                                             | 1960                                             | 1981                                             | 1991                                             | 2001                                             | 2011                                             |                                                  |
| 684                                              | 3278                                             | 4912                                             | 6082                                             | 5988                                             | 5700                                             | 5762                                             | 5349                                             | 5258                                             |                                                  |

## Sehenswürdigkeiten

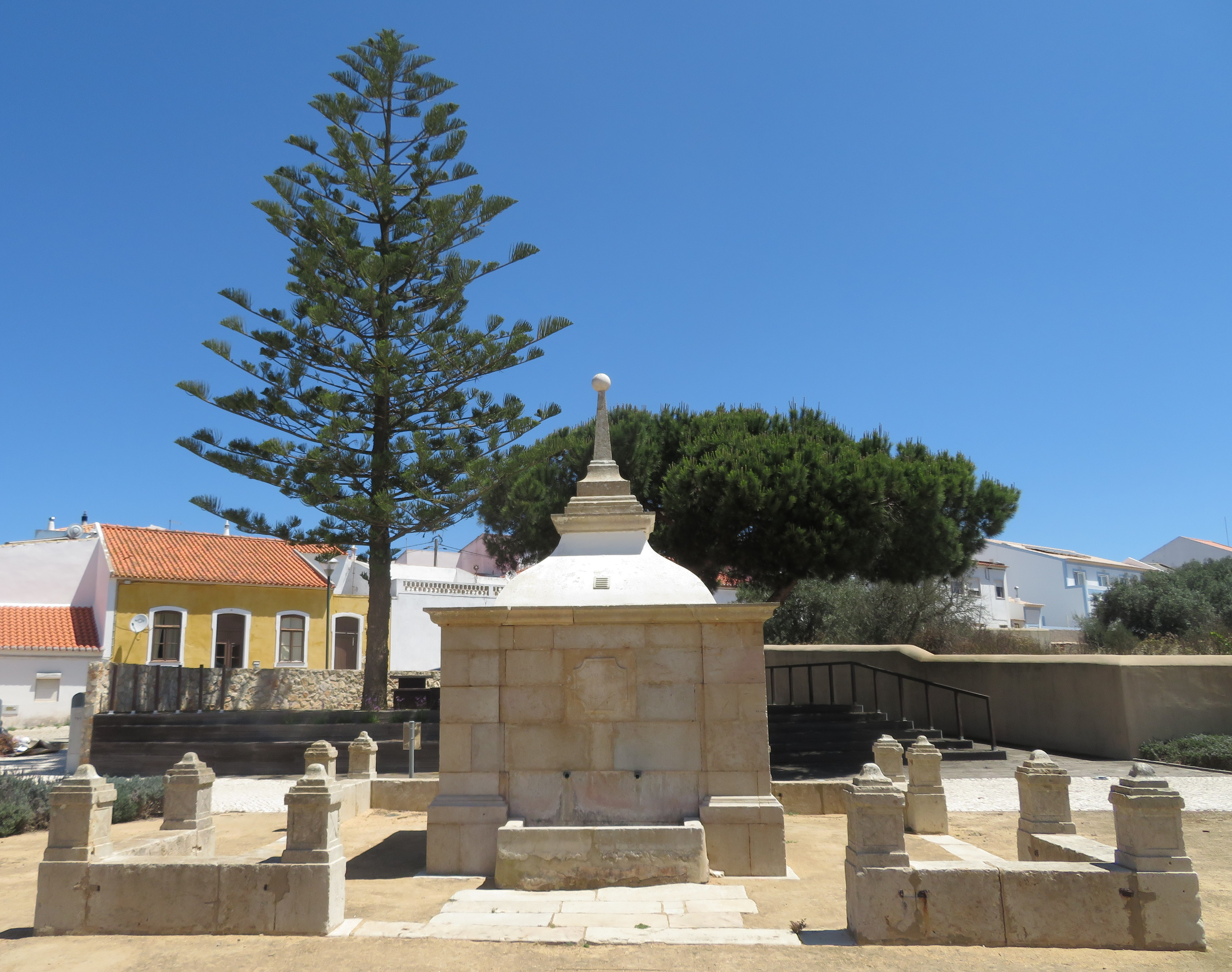
Brunnen Fonte Nova

- Die barocke Pfarrkirche Igreja Nossa Senhora da Conceição erhielt ihr heutiges Aussehen im 17. Jahrhundert, nachdem der kleinere Vorgängerbau gegen Ende des 15. und am Anfang des 16. Jahrhunderts erbaut und 1534 erweitert worden warworden war. Die reichhaltige Ausschmückung mit Kacheln erfolgte 1715.[9]
- Fortaleza de Belixe
- Östlich der Kreisstadt steht der älteste Sakralbau der Algarve, die Kapelle Nossa Senhora de Guadalupe, die von Rittern des Christusordens im 13. Jahrhundert errichtet worden ist.
- Es gibt auch einige Hügelgräber aus der Jungsteinzeit in der Gegend.
- Das Gebäude der Kreisverwaltung (Junta de Freguesia) in der Rua Santa Maria do Cabo ist wegen seiner steinernen Sonnenuhr und der mit dem Wappen der Stadt verzierten Fassade bemerkenswert.
- In manchen Vorgärten in Vila do Bispo, z. B. in der Rua Dom Fernando Coutinho und am Largo São Vicente, gedeihen sogar meterhohe Kakteen der Spezies Carnegiea gigantea, was auf den sandigen Boden und das trockenen Klima der Umgegend zurückzuführen ist. In der Grünanlage Jardim da Rua da Fonte ist der restaurierte Brunnen Fonte Nova sehenswert, dessen Einweihung 1884 für die Einwohner der früher an Wassermangel leidenden Stadt ein wichtiges Ereignis war, wie die Erläuterungen an dem 2019 errichteten Denkmal neben dem Brunnen belegen.[10]

## Stadtbild

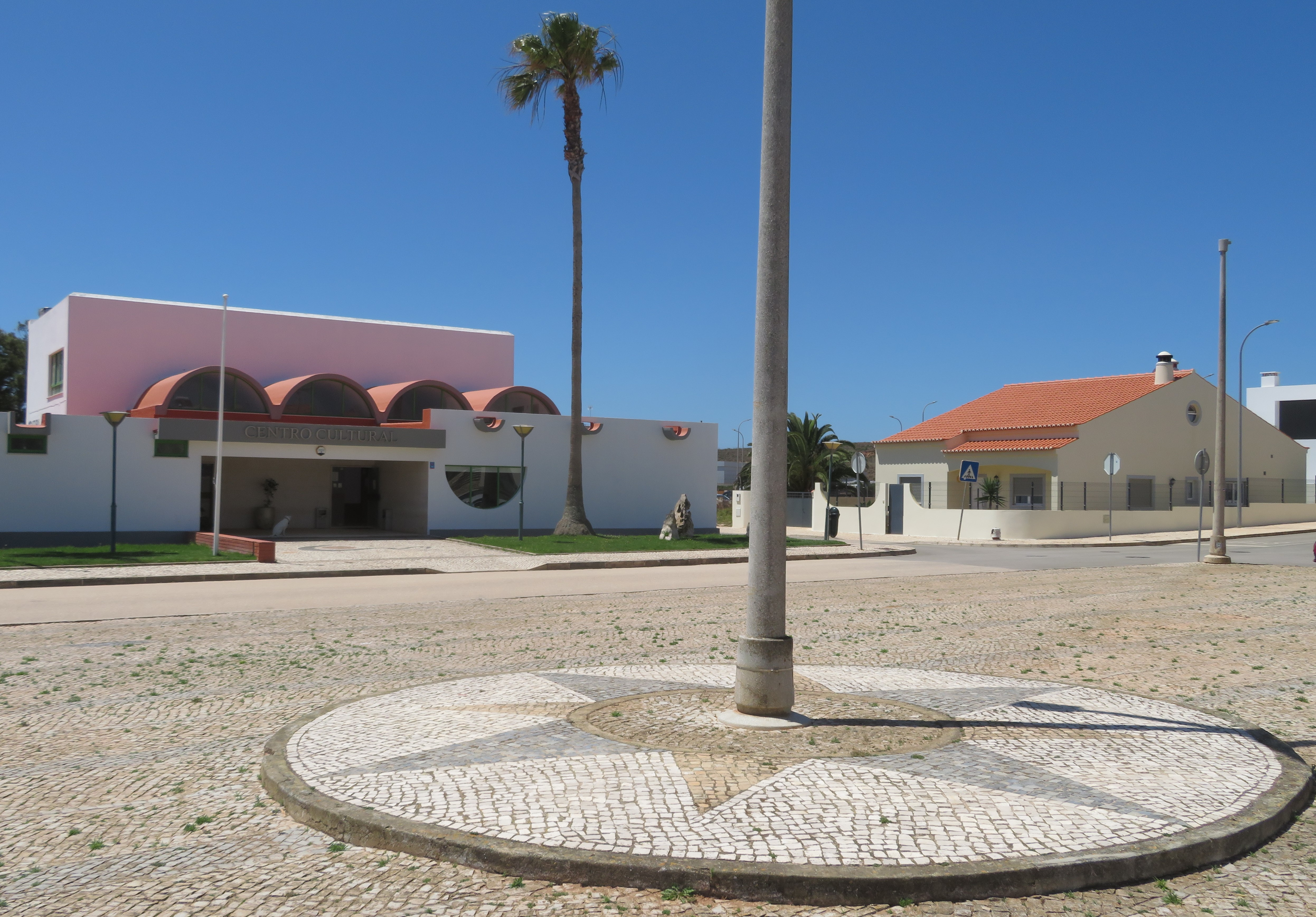
Kulturzentrum

Die Altstadt des Zentralortes der Gemeinde befindet sich an und auf einem Hügel, wo vor der Pfarrkirche der quadratische Hauptplatz Praça da República angelegt wurde. In der Mitte des Platzes, um den herum sich einige Gaststätten und Geschäfte zur Deckung des täglichen Bedarfs angesiedelt haben, befindet sich die Grünanlage Jardim da Praça da República. Von hier führt die Rua José Cardoso, in der mehrere Häuser originalgetreu renoviert wurden und außen mit großen aus Kacheln zusammengesetzten Bildern verziert sind, bergab in den neueren Teil der Stadt. Um den Platz Praça de Tanegashima, der nach der japanischen Insel Tanegashima benannt ist, gruppieren sich hier mehrere moderne Gebäude, von denen die 1959 im Stil des Estado Novo (Portugal) erbaute Kreisverwaltung (Junta de Freguesia) und das Kulturzentrum (Centro cultural) mit der Stadtbibliothek die markantesten sind. In der Mitte des Platzes befindet sich ein Mosaik, das eine Windrose mit den Himmelsrichtungen darstellt und an das Mosaik im Innenhof der Festung in Sagres erinnert. Der Jardim da Praça de Tanegashima ist eine Parkanlage neben dem Platz.

## Kommunaler Feiertag
- 22. Januar

## Städtepartnerschaften
- Japan: Nishinoomote (seit 1992)
- Vereinigte Staaten: Cape Canaveral (Florida) (seit 2004)
- Spanien: Santa Fe (Granada) (seit 2005)
- Spanien: Baiona, Galicien (seit 2009)[11][12]